# Luxemburgs voetbalelftal in 2013
Het Luxemburgs voetbalelftal speelde in totaal tien interlands in het jaar 2013, waaronder zes wedstrijden in de kwalificatiereeks voor de WK-eindronde 2014 in Brazilië. De ploeg stond voor het derde jaar op rij onder leiding van oud-international Luc Holtz, die in 2010 was aangetreden als opvolger van Guy Hellers. Op de FIFA-wereldranglijst steeg Luxemburg in 2013 van de 148ste (januari 2013) naar de 123ste plaats (december 2013).

## Balans
| Wedstrijden | Wedstrijden | Wedstrijden | Wedstrijden | Doelpunten | Doelpunten | Doelpunten | Punten |
| Gespeeld    | Winst       | Gelijk      | Verlies     | Voor       | Tegen      | Saldo      | Punten |
| ----------- | ----------- | ----------- | ----------- | ---------- | ---------- | ---------- | ------ |
| 10          | 2           | 3           | 5           | 9          | 23         | –14        | 0.700  |

## Interlands
|                                                                 |                       |       |                  |                                                                                             |
| 5 februari Vriendschappelijk № 530 «onderlinge duels» 18:00 uur | Armenië               | 1 – 1 | Luxemburg        | Stade Georges Pompidou, Valence Toeschouwers: 1.500 Scheidsrechter: Nicolas Rainville (FRA) |
| 5 februari Vriendschappelijk № 530 «onderlinge duels» 18:00 uur | Edgar Manucharian 43' |       | 15' Mario Mutsch | Stade Georges Pompidou, Valence Toeschouwers: 1.500 Scheidsrechter: Nicolas Rainville (FRA) |

|                                                                     |           |       |              |                                                                                        |
| 22 maart WK-kwalificatie Groep F № 531 «onderlinge duels» 20:15 uur | Luxemburg | 0 – 0 | Azerbeidzjan | Stade Josy Barthel, Luxemburg Toeschouwers: 2.000 Scheidsrechter: Padraig Sutton (IRL) |
| 22 maart WK-kwalificatie Groep F № 531 «onderlinge duels» 20:15 uur |           |       |              | Stade Josy Barthel, Luxemburg Toeschouwers: 2.000 Scheidsrechter: Padraig Sutton (IRL) |

|                                                               |           |                                                         |         |                                                                                       |
| 26 maart Vriendschappelijk № 532 «onderlinge duels» 19:30 uur | Luxemburg | 0 – 3                                                   | Finland | Stade Josy Barthel, Luxemburg Toeschouwers: 856 Scheidsrechter: Jonathan Lardot (BEL) |
| 26 maart Vriendschappelijk № 532 «onderlinge duels» 19:30 uur |           | 43' Alexander Ring 51' Mikael Forssell 90' Joona Toivio |         | Stade Josy Barthel, Luxemburg Toeschouwers: 856 Scheidsrechter: Jonathan Lardot (BEL) |

|                                                                   |                   |       |                   |                                                                            |
| 7 juni WK-kwalificatie Groep F № 533 «onderlinge duels» 18:00 uur | Azerbeidzjan      | 1 – 1 | Luxemburg         | Dalğa Arena, Bakoe Toeschouwers: 8.500 Scheidsrechter: Fabian Mihaly (HON) |
| 7 juni WK-kwalificatie Groep F № 533 «onderlinge duels» 18:00 uur | Rulan Abishov 71' |       | 79' Stefano Bensi | Dalğa Arena, Bakoe Toeschouwers: 8.500 Scheidsrechter: Fabian Mihaly (HON) |

|                                                                  |                                        |       |                           |                                                                                     |
| 14 augustus Vriendschappelijk № 534 «onderlinge duels» 19:30 uur | Luxemburg                              | 2 – 1 | Litouwen                  | Stade Josy Barthel, Luxemburg Toeschouwers: 958 Scheidsrechter: Arnold Hunter (NIR) |
| 14 augustus Vriendschappelijk № 534 «onderlinge duels» 19:30 uur | Aurélien Joachim 49' Stefano Bensi 80' |       | 15' Deivydas Matulevičius | Stade Josy Barthel, Luxemburg Toeschouwers: 958 Scheidsrechter: Arnold Hunter (NIR) |

|                                                                        |                                                                                            |       |                      |                                                                                  |
| 6 september WK-kwalificatie Groep F № 535 «onderlinge duels» 16:30 uur | Rusland                                                                                    | 4 – 1 | Luxemburg            | Centralni Stadion, Kazan Toeschouwers: 18.525 Scheidsrechter: Bobby Madden (SCO) |
| 6 september WK-kwalificatie Groep F № 535 «onderlinge duels» 16:30 uur | Aleksandr Kokorin 1' Aleksandr Kokorin 36' Aleksandr Kerzjakov 60' Aleksandr Samedov 90+3' |       | 90' Aurélien Joachim | Centralni Stadion, Kazan Toeschouwers: 18.525 Scheidsrechter: Bobby Madden (SCO) |

|                                                               |                                                              |       |                                        |                                                                                      |
| 10 september WK-kwalificatie Groep F № 536 «onderlinge duels» | Luxemburg                                                    | 3 – 2 | Noord-Ierland                          | Stade Josy Barthel, Luxemburg Toeschouwers: 1.114 Scheidsrechter: Robert Małek (POL) |
| 10 september WK-kwalificatie Groep F № 536 «onderlinge duels» | Aurélien Joachim 45+2' Stefano Bensi 78' Mathias Jänisch 87' |       | 14' Martin Paterson 82' Gareth McAuley | Stade Josy Barthel, Luxemburg Toeschouwers: 1.114 Scheidsrechter: Robert Małek (POL) |

|                                                             |           |                                                                                          |         |                                                                                        |
| 11 oktober WK-kwalificatie Groep F № 537 «onderlinge duels» | Luxemburg | 0 – 4                                                                                    | Rusland | Stade Josy Barthel, Luxemburg Toeschouwers: 5.334 Scheidsrechter: Stéphan Studer (SUI) |
| 11 oktober WK-kwalificatie Groep F № 537 «onderlinge duels» |           | 9' Aleksandr Samedov 39' Viktor Fajzoelin 45+2' Denis Gloesjakov 73' Aleksandr Kerzjakov |         | Stade Josy Barthel, Luxemburg Toeschouwers: 5.334 Scheidsrechter: Stéphan Studer (SUI) |

|                                                             |                                                  |       |           |                                                                                               |
| 15 oktober WK-kwalificatie Groep F № 538 «onderlinge duels» | Portugal                                         | 3 – 0 | Luxemburg | Estádio Cidade de Coimbra, Coimbra Toeschouwers: 18.955 Scheidsrechter: Bülent Yıldırım (TUR) |
| 15 oktober WK-kwalificatie Groep F № 538 «onderlinge duels» | Silvestre Varela 30' Nani 36' Hélder Postiga 79' |       |           | Estádio Cidade de Coimbra, Coimbra Toeschouwers: 18.955 Scheidsrechter: Bülent Yıldırım (TUR) |

|                                                                  |                     |       |                                                                                  |                                                                                     |
| 17 november Vriendschappelijk № 539 «onderlinge duels» 19:00 uur | Luxemburg           | 1 – 4 | Montenegro                                                                       | Stade Josy Barthel, Luxemburg Toeschouwers: 1.755 Scheidsrechter: Tobias Welz (GER) |
| 17 november Vriendschappelijk № 539 «onderlinge duels» 19:00 uur | Maurice Deville 67' |       | 38' (pen.) Marko Baša 58' Elsad Zverotić 70' Miroje Jovanović 82' Marko Ćetković | Stade Josy Barthel, Luxemburg Toeschouwers: 1.755 Scheidsrechter: Tobias Welz (GER) |

## FIFA-wereldranglijst
| JAN | FEB | MAR | APR | MEI | JUN | JUL | AUG | SEP | OKT | NOV | DEC |
| --- | --- | --- | --- | --- | --- | --- | --- | --- | --- | --- | --- |
| 148 | 148 | 151 | 147 | 148 | 145 | 141 | 140 | 126 | 127 | 124 | 123 |

## Statistieken
| Jonathan Joubert  | 1979-09-12 | F91 Dudelange      | 10 | 0 | 0 | 68 | 0 |
| Verdediging       |            |                    |    |   |   |    |   |
| Chris Philipps    | 1994-03-08 | FC Metz            | 10 | 0 | 0 | 15 | 0 |
| Tom Laterza       | 1992-05-09 | CS Fola Esch       | 6  | 2 | 0 | 27 | 0 |
| Tom Schnell       | 1985-10-08 | CS Fola Esch       | 3  | 0 | 0 | 36 | 0 |
| Massimo Martino   | 1990-09-18 | F91 Dudelange      | 2  | 3 | 0 | 17 | 0 |
| Maxime Chanot     | 1990-01-21 | KV Kortrijk        | 2  | 0 | 0 | 2  | 0 |
| Billy Bernard     | 1991-04-09 | CS Fola Esch       | 1  | 0 | 0 | 2  | 0 |
| Guy Blaise        | 1980-12-12 | Excelsior Virton   | 0  | 1 | 0 | 30 | 0 |
| Ante Bukvić       | 1987-11-14 | FC Differdange 03  | 0  | 1 | 0 | 10 | 0 |
| Middenveld        |            |                    |    |   |   |    |   |
| Laurent Jans      | 1992-08-05 | CS Fola Esch       | 10 | 0 | 0 | 11 | 0 |
| Mario Mutsch      | 1984-09-03 | FC St. Gallen      | 9  | 0 | 1 | 71 | 2 |
| Mathias Jänisch   | 1990-08-27 | FC Differdange 03  | 8  | 1 | 1 | 33 | 1 |
| Lars Krogh Gerson | 1990-02-05 | IFK Norrköping     | 8  | 0 | 0 | 34 | 2 |
| Éric Hoffmann     | 1984-06-21 | Jeunesse Esch      | 4  | 1 | 0 | 87 | 0 |
| Ben Payal         | 1988-09-08 | CS Fola Esch       | 3  | 2 | 0 | 57 | 0 |
| Gilles Bettmer    | 1989-03-31 | FC Differdange 03  | 2  | 1 | 0 | 59 | 1 |
| René Peters       | 1981-06-15 | FC RM Hamm Benfica | 0  | 3 | 0 | 91 | 3 |
| Charles Leweck    | 1983-07-19 | Etzella Ettelbruck | 0  | 1 | 0 | 39 | 0 |
| Joël Pedro        | 1992-04-10 | F91 Dudelange      | 0  | 1 | 0 | 9  | 0 |
| Andy May          | 1989-09-02 | FC Differdange 03  | 0  | 1 | 0 | 1  | 0 |
| Aanval            |            |                    |    |   |   |    |   |
| Aurélien Joachim  | 1986-08-10 | RKC Waalwijk       | 9  | 0 | 3 | 47 | 6 |
| Daniel da Mota    | 1985-09-11 | F91 Dudelange      | 8  | 1 | 0 | 52 | 4 |
| Stefano Bensi     | 1988-08-11 | CS Fola Esch       | 8  | 0 | 3 | 19 | 3 |
| David Turpel      | 1992-10-19 | Etzella Ettelbruck | 4  | 1 | 0 | 6  | 0 |
| Maurice Deville   | 1992-07-31 | 1. FC Saarbrücken  | 2  | 2 | 1 | 13 | 2 |
| Antonio Luisi     | 1994-10-07 | FC Differdange 03  | 1  | 4 | 0 | 5  | 0 |
| Yannick Bastos    | 1993-05-30 | FC Differdange 03  | 0  | 4 | 0 | 4  | 0 |
| Dan Collette      | 1985-04-02 | Jeunesse Esch      | 0  | 1 | 0 | 32 | 0 |

FLF · A-internationals · Bondscoaches · Statistieken · Luxemburgs vrouwenelftal · Luxemburg U21 · Luxemburg U19 · Luxemburg U18 · Luxemburg U17 · Luxemburg U16
1911 – 1919 ·
1920 – 1929 ·
1930 – 1939 ·
1940 – 1949 ·
1950 – 1959 ·
1960 – 1969 ·
1970 – 1979 ·
1980 – 1989 ·
1990 – 1999 ·
2000 – 2009 ·
2010 – 2019 ·
2020 − 2029
OS 1920 · 
OS 1924 · 
OS 1928 · 
OS 1936 · 
OS 1948 · 
OS 1952
1911 · 
1912 · 
1913 · 
1914 · 
1915 · 1916 · 1917 · 1918 · 1919 · 
1920 · 
1921 · 1922 · 1923 · 
1924 · 
1925 · 1926 · 
1927 · 
1928 · 
1929 · 1930 · 1931 · 1932 · 1933 · 
1934 · 
1935 · 
1936 · 
1937 · 
1938 · 
1939 · 
1940 · 
1941 · 1942 · 1943 · 1944 · 
1945 · 
1946 · 
1947 · 
1948 · 
1949 · 
1950 · 
1952 · 
1952 · 
1953 · 
1954 · 
1955 · 
1956 · 
1957 · 
1958 · 
1959 · 
1960 · 
1961 · 
1962 · 
1963 · 
1964 · 
1965 · 
1966 · 
1967 · 
1968 · 
1969 · 
1970 · 
1971 · 
1972 · 
1973 · 
1974 · 
1975 · 
1976 · 
1977 · 
1978 · 
1979 · 
1980 · 
1981 · 
1982 · 
1983 · 
1984 · 
1985 · 
1986 · 
1987 · 
1988 · 
1989 · 
1990 · 
1991 · 
1992 · 
1993 · 
1994 · 
1995 · 
1996 · 
1997 · 
1998 · 
1999 · 
2000 · 
2001 · 
2002 · 
2003 · 
2004 · 
2005 · 
2006 · 
2007 · 
2008 · 
2009 · 
2010 · 
2011 · 
2012 · 
2013 · 
2014 · 
2015 ·
2016 ·
2017 ·
2018 ·
2019 ·
2020 ·
2021
Afghanistan ·
Albanië ·
Algerije ·
Armenië ·
Azerbeidzjan ·
België ·
Bosnië en Herzegovina ·
Brazilië ·
Bulgarije ·
Canada ·
Cyprus ·
DDR ·
Denemarken ·
(West-)Duitsland ·
Egypte ·
Engeland ·
Estland ·
Faeröer ·
Finland ·
Frankrijk ·
Gambia ·
Georgië ·
Griekenland ·
Hongarije ·
Ierland ·
IJsland ·
Israël ·
Italië ·
Japan ·
Joegoslavië ·
Kaapverdië ·
Kameroen ·
Kazachstan ·
Letland ·
Liechtenstein ·
Litouwen ·
Madagaskar ·
Malta ·
Marokko ·
Mexico ·
Moldavië ·
Montenegro ·
Myanmar ·
Nederland ·
Nigeria ·
Noord-Ierland ·
Noord-Macedonië ·
Noorwegen ·
Oekraïne ·
Oostenrijk ·
Polen ·
Portugal ·
Qatar ·
Roemenië ·
Rusland ·
San Marino ·
Saoedi-Arabië ·
Schotland ·
Senegal ·
Servië ·
Servië en Montenegro ·
Slovenië ·
Slowakije ·
Sovjet-Unie ·
Spanje ·
Thailand ·
Togo ·
Tsjechië ·
Tsjecho-Slowakije ·
Turkije ·
Uruguay ·
Verenigde Staten ·
Wales ·
Wit-Rusland ·
Zuid-Korea ·
Zweden ·
Zwitserland